# Santovenia de la Valdoncina
Santovenia de la Valdoncina és un municipi de la província de Lleó, a la comunitat autònoma de Castella i Lleó.